# Château Magdelaine
 (mars 2009).
Si vous disposez d'ouvrages ou d'articles de référence ou si vous connaissez des sites web de qualité traitant du thème abordé ici, merci de compléter l'article en donnant les références utiles à sa vérifiabilité et en les liant à la section « Notes et références ».

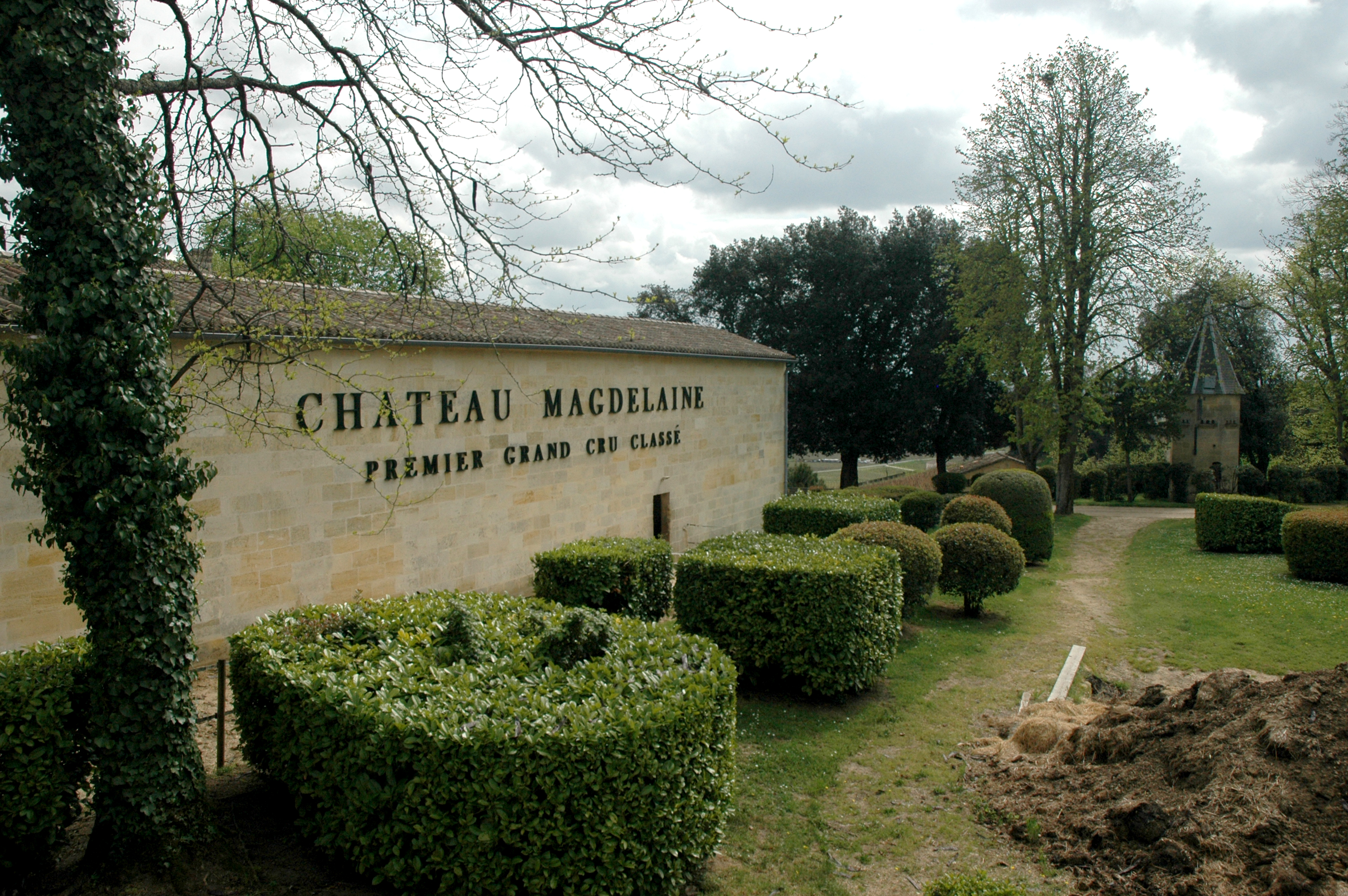
Château Magdelaine.

Le Château Magdelaine est un ancien domaine viticole de 11 ha situé à Saint-Émilion en Gironde. 

## Histoire du domaine
Le domaine est acquis en 1952 par Jean-Pierre Moueix, négociant en vin, fondateur des Établissements Jean-Pierre Moueix (en) à Libourne.
Situé en AOC saint-émilion grand cru, il est classé premier grand cru classé B depuis le classement de 1954-58.
En septembre 2012, Château Magdelaine est de nouveau confirmé premier grand cru classé B. L'INAO entérine en même temps sa fusion avec le Château Bélair-Monange, premier grand cru classé B contigu, acquis par les Ets. Jean-Pierre Moueix en 2008. 

## Terroir
Le vignoble de Château Magdelaine s'étendait sur le plateau argilo-calcaire en forme de fer-à-cheval dans le secteur Magdeleine de Saint-Émilion, et de terrasses situées dans les côtes descendant de ce plateau. 

## Vin
L'encépagement était constitué à 90 % de merlot et à 10 % cabernet sauvignon. Les vignes avaient une moyenne d'âge de 40 ans. 